# Elecciones municipales de Miraflores de 2022
Las elecciones municipales de Miraflores de 2022 se llevaron a cabo el domingo 2 de octubre de 2022 para elegir al alcalde y al Concejo Distrital de Miraflores. La elección se celebró simultáneamente con elecciones regionales y municipales (provinciales y distritales) en todo el Perú.

## Composición del Concejo Distrital de Miraflores
La siguiente tabla muestra la composición del Concejo Distrital de Miraflores antes de las elecciones:
| Partidos | Partidos                  | Regidores |
| -------- | ------------------------- | --------- |
|          | Solidaridad Nacional      | 6         |
|          | Somos Perú                | 1         |
|          | Partido Popular Cristiano | 1         |
|          | Todos por el Perú         | 1         |

## Partidos y candidatos
A continuación se muestra una lista de los partidos y candidatos que participaron en la elección: 
| Candidatura | Candidatura | Partidos y alianzas                    | Candidatos | Candidatos                   | Ideología                                                           | Ref. |
| ----------- | ----------- | -------------------------------------- | ---------- | ---------------------------- | ------------------------------------------------------------------- | ---- |
|             |             | Lista - Acción Popular (AP)            |            | Sergio Meza Salazar          | Partido atrapalotodo                                                |      |
|             |             | Lista - Alianza para el Progreso (APP) |            | Manuel Masías Oyanguren      | Liberalismo económico Conservadurismo liberal                       |      |
|             |             | Lista - Avanza País (AvP)              |            | Alessandra Krause Alva       | Conservadurismo liberal Neoliberalismo                              |      |
|             |             | Lista - Frente de la Esperanza (FE)    |            | José Ugarte Ojeda            | Reformismo                                                          |      |
|             |             | Lista - Fuerza Popular (FP)            |            | Sitza Romero Peralta         | Fujimorismo Conservadurismo social Populismo de derecha             |      |
|             |             | Lista - Partido Morado (PM)            |            | Diego Mora Olivares          | Centrismo Republicanismo Progresismo                                |      |
|             |             | Lista - Podemos Perú (PP)              |            | Rocio Cano Guerinoni         | Conservadurismo social Populismo Nacionalismo                       |      |
|             |             | Lista - Renovación Popular (RP)        |            | Carlos Canales Anchorena     | Ultraconservadurismo Fundamentalismo cristiano Populismo de derecha |      |
|             |             | Lista - Somos Perú (SP)                |            | Ernesto Mendoza de la Puente | Democracia cristiana Conservadurismo social                         |      |

## Resultados

### Sumario general
| Partidos y coaliciones                                                                               | Partidos y coaliciones         | Voto popular | Voto popular | Voto popular | Regidores | Regidores |
| Partidos y coaliciones                                                                               | Partidos y coaliciones         | Votos        | %            | ±pp          | Total     | +/−       |
| --- | ------------------------------ | ------------ | ------------ | ------------ | --------- | --------- |
| | Renovación Popular (RP)1       | 31 032       | 37.60        |              | 7         |           |
| | Somos Perú (SP)                | 9 516        | 11.53        |              | 1         |           |
| | Acción Popular (AP)            | 9 415        | 11.41        | n/a          | 1         |           |
| | Partido Morado (PM)            | 8 157        | 9.88         | Nuevo        | 1         |           |
| | Alianza para el Progreso (APP) | 6 865        | 8.32         | n/a          | 1         |           |
| | Avanza País (AvP)              | 5 020        | 6.08         | Nuevo        | 0         |           |
| | Podemos Perú (PP)              | 4 442        | 5.38         | Nuevo        | 0         |           |
| | Frente de la Esperanza (FE)    | 4 272        | 5.17         | Nuevo        | 0         |           |
| | Fuerza Popular (FP)            | 3 793        | 4.59         |              | 0         |           |
| |                                |              |              |              |           |           |
| Total                                                                                                | Total                          | 82 512       |              |              | 11        | +2        |
| |                                |              |              |              |           |           |
| Votos válidos                                                                                        | Votos válidos                  | 82 512       | 90.77        |              |           |           |
| Votos en blanco                                                                                      | Votos en blanco                | 2 326        | 2.55         |              |           |           |
| Votos nulos                                                                                          | Votos nulos                    | 6 064        | 6.67         |              |           |           |
| Votos emitidos                                                                                       | Votos emitidos                 | 90 902       | 100.00       |              |           |           |
| Abstenciones                                                                                         |                                |              |              |              |           |           |
| Votantes registrados                                                                                 | Votantes registrados           | 134 713      |              |              |           |           |
| |                                |              |              |              |           |           |
| Fuente:                                                                                              |                                |              |              |              |           |           |
| Notas al pie: 1 Comparado con los resultados de Solidaridad Nacional (SN) en las elecciones de 2018. |                                |              |              |              |           |           |
| Notas al pie:                                                                                        |                                |              |              |              |           |           |
| 1 Comparado con los resultados de Solidaridad Nacional (SN) en las elecciones de 2018.               |                                |              |              |              |           |           |

### Concejo Distrital de Miraflores
| Cargo                            | Autoridad electa             | Partido político | Partido político         |
| -------------------------------- | ---------------------------- | ---------------- | ------------------------ |
| Alcalde Distrital de Miraflores  | Carlos Canales Anchorena     |                  | Renovación Popular       |
| Regidor Distrital de Miraflores  | Alexander Von Ehren Campos   |                  | Renovación Popular       |
| Regidora Distrital de Miraflores | Maria Lavado Landeo          |                  | Renovación Popular       |
| Regidor Distrital de Miraflores  | Francisco Barron de Olarte   |                  | Renovación Popular       |
| Regidora Distrital de Miraflores | Betzabe Sarria de Chu        |                  | Renovación Popular       |
| Regidor Distrital de Miraflores  | Paolo Mesia Macher           |                  | Renovación Popular       |
| Regidora Distrital de Miraflores | Kristell Mac Cubbin Bernaola |                  | Renovación Popular       |
| Regidora Distrital de Miraflores | Nancy Perez Gonzales         |                  | Renovación Popular       |
| Regidor Distrital de Miraflores  | Gustavo Alva Oliva           |                  | Somos Perú               |
| Regidor Distrital de Miraflores  | Max Crespo Loaiza            |                  | Acción Popular           |
| Regidor Distrital de Miraflores  | Mario Otiniano Buquich       |                  | Partido Morado           |
| Regidor Distrital de Miraflores  | José Rosas Zarich            |                  | Alianza para el Progreso |